# ダビド・アルベルダ
ダビド・アルベルダ・アリケス（David Albelda Aliqués、 1977年9月1日 - ）は、スペイン・バレンシア州ラ・ポブラ・リャルガ出身の元同国代表サッカー選手。ポジションはミッドフィールダー。

## 経歴

### クラブ
バレンシア州のラ・ポブラ・リャルガに生まれ、地元のUDアルシラでプレーしていた頃はセンターバックだった。バレンシアCFの下部組織で育ち、セグンダ・ディビシオン（2部）に所属していた同州内のビジャレアルCFに2度レンタル移籍した後、バレンシアCFに復帰した1999-2000シーズンにトップチームデビューした。リーグ優勝した2001-02シーズンと2003-04シーズンは重要な役割を果たし、2003-04シーズンにはUEFAカップでも優勝した。2001年夏にガイスカ・メンディエタがSSラツィオに移籍したため、キャプテンに就任した。
突然の戦力外通告
2007年末、新たに就任したロナルド・クーマン監督によってサンティアゴ・カニサレス、ミゲル・アンヘル・アングロとともに戦力外通告を受けた。2008年1月、アルベルダは現役を続行するために無償での契約解除をクラブに求めたが、クラブ側が拒否したため裁判での争いに発展。契約解除だけでなく多額（6000万ユーロ）の違約金を請求したことにより、クーマンが去りチームに復帰した後も選手紹介や交代の際にブーイングを浴びることとなった。2008年4月21日にクーマン監督が解任され、戦力外通告を受けた3選手はボロ新監督の下で招集メンバーに復帰した。2008-09シーズンは長年コンビを組んだルベン・バラハと一緒にレギュラーとしてプレーした。2009年1月10日に行われたビジャレアルCFとのバレンシア州ダービーでは、ミゲル・モンテイロの代わりに本職でない右サイドバックとして出場し、際立ったプレーを見せた。
引退
2013年6月10日、クラブは満了となったアルベルダとの契約を延長しない事を発表、カンテラ時代を含め20年近く在籍したバレンシアを退団する事となった。国外の複数のクラブから誘いを受けていたものの、自身や家族の要望に見合ったオファーがなかったため、8月に引退を発表した。

### 代表
1997年にはU-20スペイン代表としてFIFAワールドユース選手権に出場し、2000年夏にはU-23スペイン代表としてシドニーオリンピックに出場した。
2001年9月5日、2002 FIFAワールドカップ・ヨーロッパ予選のリヒテンシュタイン戦（2-0）でスペイン代表デビューを飾った。2002 FIFAワールドカップと2006 FIFAワールドカップ、UEFA欧州選手権2004に出場した。バレンシアCFで戦力外通告を受けた後もルイス・アラゴネス監督はアルベルダを代表に招集したが、UEFA欧州選手権2008本大会の登録メンバーからは外れた。

## 所属クラブ
- 1995-1996  バレンシアCF・メスタージャ
- 1996-2013  バレンシアCF

1996-1997 → ビジャレアルCF (loan)
1998-1999 → ビジャレアルCF (loan)

## 個人成績
| クラブ                     | シーズン | 国内リーグ | 国内リーグ | 国内カップ | 国内カップ | 欧州カップ | 欧州カップ | 通算 | 通算 |
| クラブ                     | シーズン | 出場       | 得点       | 出場       | 得点       | 出場       | 得点       | 出場 | 得点 |
| -------------------------- | -------- | ---------- | ---------- | ---------- | ---------- | ---------- | ---------- | ---- | ---- |
| バレンシアCF・メスタージャ | 1995–96  | 31         | 4          | ?          | ?          | -          | -          | ?    | ?    |
| バレンシアCF・メスタージャ | 通算     | 31         | 4          | 0          | 0          | 0          | 0          | ?    | ?    |
| ビジャレアルCF             | 1996-97  | 34         | 0          | ?          | ?          | -          | -          | ?    | ?    |
| ビジャレアルCF             | 通算     | 34         | 0          | ?          | ?          | 0          | 0          | ?    | ?    |
| バレンシアCF               | 1997–98  | 5          | 0          | 0          | 0          | -          | -          | 5    | 0    |
| バレンシアCF               | 通算     | 5          | 0          | 0          | 0          | 0          | 0          | ?    | ?    |
| ビジャレアルCF             | 1998-99  | 35         | 2          | ?          | ?          | -          | -          | ?    | ?    |
| ビジャレアルCF             | 通算     | 35         | 2          | ?          | ?          | 0          | 0          | ?    | ?    |
| バレンシアCF               | 1999–00  | 21         | 0          | 1          | 0          | 11         | 0          | 33   | 0    |
| バレンシアCF               | 2000–01  | 21         | 0          | 0          | 0          | 13         | 0          | 34   | 0    |
| バレンシアCF               | 2001–02  | 32         | 2          | 0          | 0          | 7          | 1          | 39   | 3    |
| バレンシアCF               | 2002–03  | 26         | 0          | 0          | 0          | 11         | 0          | 37   | 0    |
| バレンシアCF               | 2003–04  | 33         | 1          | 3          | 0          | 8          | 1          | 41   | 2    |
| バレンシアCF               | 2004–05  | 28         | 0          | 1          | 0          | 6          | 0          | 35   | 0    |
| バレンシアCF               | 2005–06  | 32         | 2          | 3          | 0          | -          | -          | 35   | 2    |
| バレンシアCF               | 2006–07  | 25         | 0          | 2          | 0          | 7          | 0          | 32   | 0    |
| バレンシアCF               | 2007–08  | 15         | 0          | 0          | 0          | 6          | 0          | 21   | 0    |
| バレンシアCF               | 2008–09  | 30         | 0          | 3          | 0          | 5          | 0          | 38   | 0    |
| バレンシアCF               | 2009–10  | 28         | 1          | 0          | 0          | 1          | 0          | 9    | 0    |
| バレンシアCF               | 2010–11  | 16         | 0          | 2          | 0          | 4          | 0          | 22   | 0    |
| バレンシアCF               | 2011–12  | 21         | 0          | 7          | 0          | 3          | 0          | 31   | 0    |
| バレンシアCF               | 2012–13  | 18         | 0          | 4          | 0          | 5          | 0          | 24   | 0    |
| バレンシアCF               | 通算     | 373        | 6          | 20         | 0          | 92         | 2          | 420  | 8    |
| 通算                       | 通算     | 433        | 12         | 29         | 0          | 92         | 2          | 552  | 14   |

## 代表歴

### 出場大会
- スペイン代表
  - 2002 FIFAワールドカップ
  - 2006 FIFAワールドカップ

### 試合数
- 国際Aマッチ 51試合 0得点（2001年-2008年）[4]

| スペイン代表 | 国際Aマッチ | 国際Aマッチ |
| 年           | 出場        | 得点        |
| ------------ | ----------- | ----------- |
| 2001         | 1           | 0           |
| 2002         | 5           | 0           |
| 2003         | 6           | 0           |
| 2004         | 11          | 0           |
| 2005         | 7           | 0           |
| 2006         | 10          | 0           |
| 2007         | 10          | 0           |
| 2008         | 1           | 0           |
| 通算         | 51          | 0           |

## タイトル

### クラブ
バレンシアCF
- スーペルコパ・デ・エスパーニャ(1): 1999
- リーガ・エスパニョーラ(2): 2001-2002, 2003-2004
- UEFAカップ(1): 2003-2004
- UEFAスーパーカップ(1): 2004-2005
- コパ・デル・レイ(1): 2007-2008

### 代表
U-23スペイン代表
- オリンピック銀メダル: 2000